# Pierre Petitguillaume
Pierre Petitguillaume, né le 26 septembre 1734 à Équevilley (Haute-Saône), mort le 29 mai 1805 à Vesoul (Haute-Saône), est un général français de la Révolution et de l’Empire.

## États de service
Il entre en service le 1er janvier 1748, dans le régiment de Lorraine infanterie, et après avoir passé sept ans dans ce régiment, il est congédié le 15 mai 1755.
Le 25 janvier 1756, il s'engage dans la cavalerie au régiment de Marcieu, et il fait les  campagnes d’Allemagne de 1757 à 1759, avant d’être incorporé le 1er janvier 1762, dans le régiment Royal Pologne.
Il est nommé maréchal des logis dans le 6 mars 1764, adjudant le 16 juin 1776, porte-étendard 8 avril 1779, lieutenant en second le 1er mai 1787, et il est fait chevalier de Saint-Louis le 2 juin 1790. Lieutenant en premier le 1er avril 1791, capitaine le 20 août 1792, il passe lieutenant-colonel le 30 avril 1793, au 5e régiment de cavalerie.
Il est promu général de brigade provisoire à l’armée des Alpes le 20 juin 1793, et confirmé dans son grade le 14 octobre suivant. Il commande par intérim l’armée des Alpes du 7 juillet au 30 novembre 1794, et le 4 avril 1795 il commande la 1re division de cette armée.
Il est élevé au grade de général de division le 13 mai 1795, et en décembre il est mis à la tête de la 2e division de l’armée des Alpes. Le 28 août 1797, il prend le commandement de la 9e division militaire, et il est réformé le 9 janvier 1800. Le 29 mars 1801, il prend le commandement de la 5e demi-brigade de vétérans, et il est admis à la retraite le 20 juin 1801.
Il meurt le 29 mai 1805, à Vesoul.

## Sources
- Thierry Pouliquen, « Les généraux français et étrangers ayant servis [sic] dans la Grande Armée » (consulté le 31 octobre 2018)
- (en) « Generals Who Served in the French Army during the Period 1789 - 1814: Eberle to Exelmans »
- Louis Suchaux, Annuaire du département de la Haute-Saône, imprimerie L.Suchaux, Vesoul, 1842, p. 105.
- Étienne Charavay, Correspondance général de Carnot, tome 3, imprimerie Nationale, 1897, p. 302.
- Philippe Thireau, Le sang de la République : Les généraux francs-comtois dans la tourmente révolutionnaire, Éditions Cêtre, 2008, p. 83.
- (pl) « Napoléon.org.pl »